# ヘント〜ウェヴェルヘム2014
ヘント〜ウェヴェルヘム2014は、ヘント〜ウェヴェルヘムの76回目のレース。2014年3月30日に行われ、ヨーン・デーゲンコルプが初優勝した。

## 参加チーム
UCIプロチーム
| チーム名                           | 国籍           | コード |
| ---------------------------------- | -------------- | ------ |
| AG2R・ラ・モンディアル             | フランス       | ALM    |
| アスタナ                           | カザフスタン   | AST    |
| ベルキン・プロサイクリング・チーム | オランダ       | BEL    |
| BMC・レーシングチーム              | アメリカ合衆国 | BMC    |
| キャノンデール・プロサイクリング   | イタリア       | CAN    |
| FDJ                                | フランス       | FDJ    |
| ガーミン・シャープ                 | アメリカ合衆国 | GRS    |
| ランプレ・メリダ                   | イタリア       | LAM    |
| ロット・ベリソル                   | ベルギー       | LTB    |
| モビスター・チーム                 | スペイン       | MOV    |
| オメガファーマ・クイックステップ   | ベルギー       | OPQ    |
| オリカ・グリーンエッジ             | オーストラリア | OGE    |
| チーム・ユーロップカー             | フランス       | EUC    |
| チーム・ジャイアント＝シマノ       | オランダ       | GIA    |
| カチューシャ                       | ロシア         | KAT    |
| チーム・スカイ                     | イギリス       | SKY    |
| ティンコフ＝サクソ                 | デンマーク     | TCS    |
| トレック・ファクトリー・レーシング | アメリカ合衆国 | TFR    |

招待チーム
- アンドローニ・ジョカットーリ( イタリア AND)
- コフィディス( フランス COF)
- IAMサイクリング( スイス IAM)
- MTN＝クベカ（英語版）（ 南アフリカ共和国 MTN）
- チーム・ネットアップ＝エンドゥーラ（英語版）( ドイツ TNE)
- トップスポート・フラーンデレン＝バロワーズ（英語版）( ベルギー TSV)
- Wanty-Groupe Gobert ( ベルギー WGG)

## 成績
- デインズ〜ウェヴェルヘム 233km

| 順位 | 選手名                     | 国籍       | チーム                                     | 時間          |
| ---- | -------------------------- | ---------- | ------------------------------------------ | ------------- |
| 1    | ヨーン・デーゲンコルプ     | ドイツ     | チーム・ジャイアント＝シマノ               | 5時間34分37秒 |
| 2    | アルノー・デマル           | フランス   | FDJ.fr                                     | 同            |
| 3    | ペテル・サガン             | スロバキア | キャノンデール・プロサイクリング           | 同            |
| 4    | セップ・ファンマルク       | ベルギー   | ベルキン・プロサイクリング・チーム         | 同            |
| 5    | トム・ボーネン             | ベルギー   | オメガファーマ・クイックステップ           | 同            |
| 6    | トム・ファン・アスブルック | ベルギー   | トップスポート・フラーンデレン＝バロワーズ | 同            |
| 7    | アレクセイ・ツァテヴィッチ | ロシア     | チーム・カチューシャ                       | 同            |
| 8    | ヤウヘン・フタロヴィチュ   | ベラルーシ | AG2R・ラ・モンディアル                     | 同            |
| 9    | トル・フースホフト         | ノルウェー | BMC・レーシング                            | 同            |
| 10   | ユルヘン・ルーランツ       | ベルギー   | ロット・ベリソル                           | 同            |